# Lièvre (constellation)
Lepus
Pour les articles homonymes, voir Lièvre (homonymie).
Le Lièvre est une constellation de l'hémisphère sud. Elle possède deux étoiles brillantes : Arneb (α Leporis) et Nihal (β Leporis).

## Histoire
Le Lièvre est une constellation ancienne. Les astronomes égyptiens la considéraient comme la Barque d'Osiris (la proximité de l'Éridan, représentant le Nil, aidant). Nommée pour la première fois Lièvre par Eudoxe de Cnide au IVe siècle av. J.-C., elle fut l'une des constellations répertoriées par Ptolémée dans son Almageste. Il est possible qu'elle représente un lièvre chassé par Orion.

## Observation des étoiles

Visibilité nocturne de la constellation.

### Localisation de la constellation
Le Lièvre se situe immédiatement au sud de la constellation d'Orion, le grand chasseur, et à l'est de Sirius, le grand chien. Sa localisation est donc très facile. Il ne doit sa survie dans un tel entourage qu'à sa relative discrétion, ses étoiles étant relativement plus faibles (mag 3) que celles de ses glorieux voisins.
Ses deux étoiles les plus brillantes sont situées dans l'axe de Sirius et β CMa, qui forme sa patte avant, à ~10° plus à l'Ouest. β Lep est au Sud, et α Lep au nord ; ces deux étoiles pointent à leur tour vers κ Ori (Saiph), ~10° plus au Nord.

### Forme de la constellation
La constellation n'a pas de forme très convaincante.
Côté ouest, la tête du Lièvre est formée par ε Lep (5° OSO de β Lep), qui marque le bout du nez, μ Lep (5° ONO de α Lep), qui marque la base des oreilles, dont l'extrémité se devine par beau temps avec la paire λ Lep (côté Est) et κ Lep (Ouest), situées à mi-chemin de Rigel.

Côté est, le corps du Lièvre dessine une forme ovoïde, avec (dans le sens des aiguilles d'une montre) α et β Lep, au sud γ et δ, pointant vers θ sur l'arc nord qui se referme par η et ζ Lep.

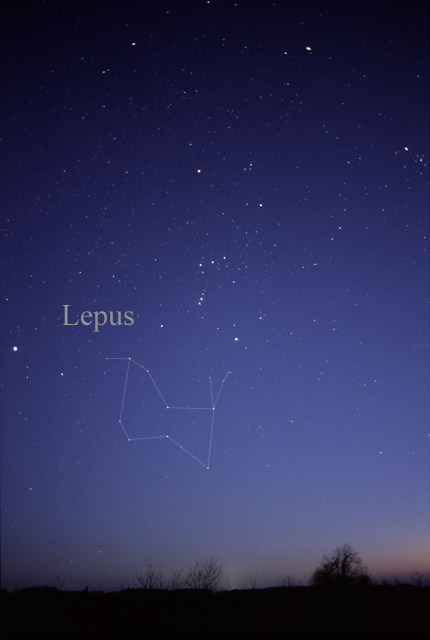
Constellation du Lièvre.

### Constellations voisines
Le Lièvre est entouré de Orion au nord, et du Grand Chien à l'ouest, qui permettent de le repérer facilement.
Quand la visibilité est bonne, la tête du Lièvre permet de repérer le grand méandre est de Éridan. L'alignement nord de la tête formé par α et μ Lep se prolonge par l'alignement de ι (après ~10°) et γ (encore ~10°) de Éridan. L'alignement formé par α et le bout du nez μ Lep pointe au SO après ~10° vers la paire ν1 et ν2 Eri, et 5° plus loin vers ν3 et ν4 Eri.
Côté sud, la Colombe est marquée par la première paire d'étoiles brillantes, à ~12° plein sud de la tête du Lièvre.

## Étoiles principales

### Arneb (αLeporis)
Arneb (α Leporis) est une supergéante jaune de magnitude apparente 2,58. Distante d'environ 2 200 années-lumière (encore qu'à cette distance, la mesure est très imprécise, l'étoile pourrait être 200 années-lumière plus près ou plus loin), elle est donc très brillante (magnitude absolue -6,56). 60 fois plus large que le Soleil, 10 000 fois plus lumineuse, 15 fois plus massive, son diamètre couvre 0,5 ua.

### Nihal (βLeporis)
Nihal (β Leporis), la deuxième étoile de la constellation, est une géante jaune de magnitude 2,81. C'est une étoile binaire, son compagnon étant une étoile de magnitude 7,5.

### Autres étoiles
La constellation contient deux autres étoiles de troisième magnitude : ε Lep (magnitude 3,19) et μ Lep (magnitude 3,31).
γ Leporis est une étoile binaire assez proche du système solaire (29 années-lumière). Sa première composante est une étoile jaune-blanc de la séquence principale de magnitude 3,59, et la deuxième, AK Leporis, est une naine orange de magnitude 6,40.
17 Leporis est une étoile double qui fait partie des étoiles dites symbiotiques. L'une des composantes est une géante bleue, l'autre une supergéante rouge 75 fois plus large que le Soleil. Comme l'ensemble possède une période de révolution de 226 jours, elles sont suffisamment proches l'une de l'autre pour que des échanges de matière s'effectuent entre les deux.
R Leporis est une étoile variable de type Mira. Sa magnitude évolue entre 5,50 et 11,70 sur une période de 427,07 jours. D'un rouge profond, l'un des astres les plus rouges du ciel, elle a été nommée « l'Étoile cramoisie » (The Crimson Star) par l'astronome anglais John Russell Hind en 1845.
Le Lièvre renferme aussi Gliese 229 B, la première naine brune à avoir été détectée avec certitude. D'une magnitude apparente de 8,15, elle est distante de 19 années-lumière.

## Objets célestes
Cette constellation contient également M79, un amas globulaire distant de 70 000 années-lumière, la nébuleuse planétaire IC 418, l'amas ouvert NGC 2017 (qui est d'ailleurs plus un système stellaire multiple), la radiogalaxie NGC 1710, et NGC 1784 et NGC 1964, deux galaxies spirales.